# Dicliptera compacta
Dicliptera compacta är en akantusväxtart som beskrevs av Emery Clarence Leonard. Dicliptera compacta ingår i släktet Dicliptera och familjen akantusväxter. Inga underarter finns listade i Catalogue of Life.